# Internationale Cricket-Saison 1910/11
Die internationale Cricket-Saison 1910/11 fand zwischen November 1910 und März 1911 statt. Als Wintersaison wurden vorwiegend Heimspiele der Mannschaften aus Südasien, der Karibik und Ozeanien ausgetragen.

## Überblick

### Internationale Touren
| Beginn           | Heimteam   | Auswärtsteam | Resultate | Artikel |
| Beginn           | Heimteam   | Auswärtsteam | Test      | Artikel |
| ---------------- | ---------- | ------------ | --------- | ------- |
| 9. Dezember 1910 | Australien | Südafrika    | 4–1 [5]   | Artikel |

## Nationale Meisterschaften
Aufgeführt sind die nationalen Meisterschaften der Full Member des ICC.
| Land       | First-Class              |
| ---------- | ------------------------ |
| Australien | Sheffield Shield 1910/11 |
| Neuseeland | Plunket Shield 1910/11   |
| Südafrika  | Currie Cup 1910/11       |